# Rudun
Rudun är en by i Harbo socken, Heby kommun.
Byn, vars namn betyder "röjning" förekommer i dokument första gången i årliga räntan 1541 ("Rudhuna") och omfattade då ett halvt mantal skatte. Rudun är troligen en ganska sent anlagd by, på en karta 1807 hade Rudun sin skogsmark gemensam med Gransätra och byn är troligen en utflyttning därifrån. Ursprungligen omfattade byn endast en gård, i samband med storskiftet som förrättades 1812 fanns här två gårdar, 1909-1911 förrättades laga skifte, då fanns fortfarande endast två gårdar i byn. Rudun hade sina fäbodar vid Rudduvallen, där fortfarande husgrunder finns kvar. 1940 bodde 14 personer i Rudun, 1981 fanns 8 fastboende i byn.